# 1904년 하계 올림픽 복싱
1904년 하계 올림픽 복싱은 미국 세인트루이스에서 개최된 1904년 하계 올림픽의 경기 종목이다. 1개국에서 18명의 선수가 참가하였으며, 7개의 세부 종목으로 진행되었다.

## 경기장
1904년 하계 올림픽 복싱 경기는 개최 도시인 세인트루이스에 있는 워싱턴 대학교 세인트루이스 문화체육관에서 경기가 열렸다.
| 도시         | 경기장                                | 원어명                                                        | 비고    |
| ------------ | ------------------------------------- | ------------------------------------------------------------- | ------- |
| 세인트루이스 | 워싱턴 대학교 세인트루이스 문화체육관 | Washington University in St. Louis Physical Culture Gymnasium | 전 종목 |

## 참가국
복싱 종목은 1개국에서 18명의 선수가 참가하였다.
| - 미국 (18명) |

## 메달 집계

### 최종 순위
| 순위 | 국가 | 금메달 | 은메달 | 동메달 | 합계 |
| ---- | ---- | ------ | ------ | ------ | ---- |
| 1    | 미국 | 7      | 7      | 4      | 18   |
| 합계 | 합계 | 7      | 7      | 4      | 18   |

### 메달리스트
| 종목            | 금                 | 은                       | 동                     |
| --------------- | ------------------ | ------------------------ | ---------------------- |
| 플라이급 자세히 | 조지 피네건 · 미국 | 밀스 버크 · 미국         | 없음                   |
| 밴텀급 자세히   | 올리버 커크 · 미국 | 조지 피네건 · 미국       | 없음                   |
| 페더급 자세히   | 올리버 커크 · 미국 | 프랭크 홀러 · 미국       | 프레더릭 길모어 · 미국 |
| 라이트급 자세히 | 해리 스팬저 · 미국 | 루셀 반 혼 · 미국        | 피터 스터홀트 · 미국   |
| 웰터급 자세히   | 알버트 영 · 미국   | 해리 스팬저 · 미국       | 조셉 라이던 · 미국     |
| 미들급 자세히   | 찰스 메이어 · 미국 | 베자민 스프레들리 · 미국 | 없음                   |
| 헤비급 자세히   | 사무엘 버거 · 미국 | 찰스 메이어 · 미국       | 윌리엄 마이클스 · 미국 |

## 참고 문헌
- 국제 올림픽 위원회 - 1904년 하계 올림픽 복싱 경기 결과 (영어)
- (영어) George Seymour Lyon - Olympic Individual gold medal winner 1904
- (폴란드어) Pawel, Wudarski (1999). “Wyniki Igrzysk Olimpijskich”. 2008년 10월 14일에 원본 문서에서 보존된 문서. 2006년 12월 17일에 확인함.
- (영어) “Boxing at the 1904 St. Louis Summer Games”. sports-reference.com. 2008년 8월 26일에 원본 문서에서 보존된 문서. 2010년 8월 2일에 확인함.

| 올림픽 복싱 |                                           |           |
|             | 1904년 하계 올림픽 복싱 세인트루이스 1904 | 다음 대회 |
|             | 1904년 하계 올림픽 복싱 세인트루이스 1904 | 런던 1908 |